# Герб Каховки
Герб Каховки — офіційний символ Каховки, затверджений 30 вересня 1998 року рішенням № 35/6 VI сесії міської ради XXIII скликання.

## Опис
На лазуровому щиті з срібною шиповидною базою три золотих колоски, середній прямо, два з відхиленням вліво і вправо, над ними три срібні чотирипроменеві зірки, одна над двома. Щит обрамований декоративним картушем i увінчаний золотою міською короною з трьома вежками.
Триколосся уособлює перехрестя історичних торговельних і культурних шляхів, а зорі означають Чумацький шлях. Разом вони символізують гостинність — «хліб і сіль». Срібна хвиляста основа вказує на річку Дніпро, над березі якої знаходиться місто.
Автори — Г. Гнатовський, В. Понюченко, В. Шумський, С. Федченко, В. Федченко.